# Devil's Third
Devil's Third é um jogo eletrônico de tiro em terceira pessoa, desenvolvido pela Valhalla Game Studios de Tomonobu Itagaki, para o Wii U e Windows.